# Brabantse Milieufederatie
De Brabantse Milieufederatie (BMF) is een federatie van circa 100 natuurbeschermings- en milieuorganisaties in de Nederlandse provincie Noord-Brabant. Het is een van de 12 provinciale Natuur - en Milieufederaties in Nederland.

## Doel en organisatie
De Brabantse Milieufederatie streeft naar een mooi en duurzaam Noord-Brabant. Bij dit streven werkt zij samen met overheden, bedrijven en organisaties. De federatie vertegenwoordigt circa honderd aangesloten organisaties die zich inzetten voor natuur, landschap, milieu en klimaatbeleid in de provincie Noord-Brabant.
De Brabantse Milieufederatie is opgericht op 14 juni 1972 en is gevestigd in Tilburg. De federatie heeft de vorm van een  stichting. De BMF heeft een algemeen bestuur, een dagelijks bestuur, een directeur en een staf. De federatie heeft geen leden en verkrijgt inkomsten uit donaties, projectsubsidies en structurele subsidies van onder meer de provincie Noord-Brabant en de Nationale Postcodeloterij. De BMF is een goed doel en Erkend door toezichthouder CBF.

## Werkzaamheden
Samen met de aangesloten (vrijwilligers)organisaties zet de Brabantse Milieufederatie zich in voor een schoon milieu, vitale natuur, gevarieerd landschap en gezonde leefomgeving in Brabant, meer in het bijzonder het behoud en herstel van biodiversiteit, het verminderen van CO2-uitstoot en de effecten van klimaatverandering, en het bevorderen van het denken in kringlopen.
De BMF adviseert en informeert partijen op provinciaal, regionaal en lokaal niveau. Ondersteunt burgers en burgergroepen en werkt aan duurzame projecten op het gebied van energie, landbouw, mobiliteit, natuur en landschap, voedsel en water.

## Aangesloten organisaties[5]
- Altenatuur
- Belangenvereniging Wijkraad Brouwhuis
- Belangenbehartiging Omwonenden Welschap
- Belangenvereniging Zesgehuchten
- Benegora Leefmilieu
- Bossche Milieugroep
- Brabants Landschap
- Comité Buitengebied Zuid-West Tilburg
- Ecologische Kring Midden-Brabant
- Groen en Heem Valkenswaard e.o.
- Groep van 5
- IVN Asten-Someren
- IVN Bergeijk-Eersel
- IVN Bernheze
- IVN Best
- IVN de Maasvallei
- IVN de Waerdman-de Langstraat
- IVN Dintel- en Marklanden
- IVN Geldrop
- IVN Grave
- IVN Groene Zoom
- IVN Heeze-Leende
- IVN Helmond
- IVN Kempenland-West
- IVN Laarbeek
- IVN Mark en Donge
- IVN Nuenen
- IVN Oirschot
- IVN Oisterwijk
- IVN Oss
- IVN Son en Breugel
- IVN St. Oedenrode
- IVN Tilburg e.o.
- IVN Uden / Vogelwacht
- IVN Valkenswaard – Waalre
- IVN Veghel
- IVN Veldhoven-Eindhoven-Vessem
- IVN/Vogel- en Natuurwacht ‘s-Hertogenbosch
- Just Clean-up
- KNNV Breda
- KNNV Eindhoven
- KNNV Helmond
- KNNV Roosendaal/Plf. Duurzame Ontwikkeling
- KNNV Tilburg
- Landschapsbelang Maasdonk
- Madese NatuurVrienden
- Milieudefensie Eindhoven
- Milieudefensie Geldrop-Mierlo
- Milieuvereniging Bladel
- Milieuvereniging Land van Cuijk
- Milieuvereniging Oosterhout MVO
- Milieuwerkgroep Kempenland
- NAMIRO
- Natuur- en Milieucentrum Schijndel NMC
- Natuur- en Milieuvereniging gemeente Heusden
- Natuur- en Milieuvereniging Markkant Breda
- Natuur- en Milieuvereniging VMB
- Natuur- en Landschapsvereniging Gilze en Rijen
- Natuur- en Milieucentrum Schijndel NMC
- Natuurgroep Gestel
- Natuurvereniging Mark en Leij
- Natuurwerkgroep Gemeente Rucphen
- Natuurwerkgroep Liempde
- Oisterwijkse Milieuvereniging
- Stichting Behoud Halsters Laag en Buitengebied Wouw
- Stichting Behoud Erfgoed Oirschot
- Stichting Biodiversiteit Goirle - Riel
- Stichting Biosfeer Ravenstein
- Stichting Boombelijd Deurne
- Stichting De Brabantse Wal
- Stichting Geen mestverwerking in Oss
- Stichting Gilze Hulten Open Landschap
- Stichting Groen Kempenland
- Stichting Leefbaarheid De Heen
- Stichting Mens, Dier en Peel
- Stichting Middengebied
- Stichting Natuur en Milieu Landerd
- Stichting Natuur- en MilieuEducatie Etten-Leur
- Stichting Natuur- en Milieugroep Vught
- Stichting Natuur- en Vogelwacht Biesbosch
- Stichting Natuurfederatie Geertruidenberg
- Stichting NMEC De Ossenbeemd
- Stichting Oplossing N69 Bewonersoverleg Dommelen
- Stichting Peellandschapspark/Voskuilenheuvel
- Stichting Reeshof aan Zet
- Stichting Stadsbomen Tilburg e.o
- Stichting Stadshout Den Bosch
- Stichting Stadsnatuur Eindhoven
- Stichting Trefpunt Groen Eindhoven
- Stichting Van Gol Naar Beter
- Stichting VEEN
- Stichting Vrijwillig Landschapsbeheer Uden
- Stichting Werkgroep Behoud de Peel
- Stichting Wielewaal Baarle
- Velt Bladel
- Vereniging Buurtgroep de Kemmer
- Vereniging Het Groene Hart
- Vereniging Natuur en Milieu Hilvarenbeek e.o.
- Vereniging Open Landschap Rijen
- Vereniging Spaar de Duiventoren en het Blik
- Vereniging Stop de Stank
- Vereniging Westend en Omwonenden Oisterwijk
- Vogel- en natuurwerkgroep Zundert
- Vogelwacht Uden e.o.
- Vogelwerkgroep Midden-Brabant
- Werkgroep Behoud Moerenburg
- Werkgroep Natuur en landschap Oost-, West-, Middelbeers
- Werkgroep Natuur- en Landschapsbeheer Boxtel (WNLB)
- Werkgroep Natuur en Milieu Mierlo
- Werkgroep Natuurbehoud en Milieubeheer Tilburg en omgeving
- West Brabantse Vogelwerkgroep